# Play the Game Tonight
Play The Game Tonight é um single de rock progressivo gravado pelo Kansas para seu álbum Vinyl Confessions de 1982 lançado pela Kirshner Records em 1982. Foi composta por Kerry Livgren, Rich Williams, Phil Ehart, Danny Flower e Rob Frazier.
Esta canção foi lançada como o primeiro single de Vinyl Confessions em 1982. «Play the Game Tonight» contém como segundo tema «Play On», escrito por John Elefante e Kerry Livgren.

## Videoclipe
O videoclipe retrata, entre a banda interpretando a canção, um jogo de xadrez jogado por dois seres encapuzados. Um deles está vestido de branco e representa a vida e as realizações toda a Humanidade (o pouso lunar de 1969 é visto em um clip), enquanto o outro se veste de preto e é utilizado para representar a morte e a destruição (como visto por clips de uma nuvem de cogumelo atômico e o exército da União Soviética em treinamento). Uma nota interessante é o set de xadrez real usado em todo o vídeo: as peças são os personagens da saga  épica de J.R.R. Tolkien, O Senhor dos Anéis.

## Desempenho gráfico
| Parada (1982)                   | Posição |
| ------------------------------- | ------- |
| U.S. Billboard Hot 100          | 17      |
| U.S. Hot Mainstream Rock Tracks | 4       |
| Canadian RPM Top Singles        | 35      |